# Естреля Кабеса Кандела
Естреля Кабеса Кандела (на испански: Estrella Cabeza Candela) е испанска тенисистка, родена на 20 февруари 1987 г. Най-високата ѝ позиция в ранглистата за жени на WTA е 139 място, постигнато на 18 юни 2012 г. В турнирите от календара на ITF има 8 титли на сингъл и 7 на двойки.